# Hexalobus monopetalus
Hexalobus monopetalus (A.Rich.) Engl. & Diels – gatunek rośliny z rodziny flaszowcowatych (Annonaceae Juss.). Występuje naturalnie w Gambii, Senegalu, południowej części Mali, w Burkina Faso, Gwinei Bissau, Gwinei, Wybrzeżu Kości Słoniowej, Ghanie, Togo, Beninie, Nigerii, Kamerunie, południowym Czadzie, w Republice Środkowoafrykańskiej, południowej części Sudanu, w Sudanie Południowym, Demokratycznej Republice Konga, Ugandzie, Tanzanii, Angoli, Zambii, północnej Namibii, wschodniej Botswanie, w Zimbabwe, Malawi, Mozambiku oraz północnej części Republice Południowej Afryki. 

## Morfologia
PokrójZrzucający liście krzew dorastające do 2–7 m wysokości. Kora jest podłużnie popękana i ma czarną barwę.
LiścieNaprzemianległe. Mają kształt od podłużnie eliptycznego do odwrotnie jajowatego. Mierzą 3–11 cm długości oraz 1,5–5 cm szerokości. Są czasami lekko owłosione od spodu. Nasada liścia jest zaokrąglona. Blaszka liściowa jest całobrzega o zaokrąglonym wierzchołku. Ogonek liściowy jest nagi i dorasta do 2–4 mm długości.
KwiatySą pojedyncze, rozwijają się w kątach pędów. Mają 3 działki kielicha o barwie od czerwonej do brązowej i długości do 6 mm. Płatków jest 6, ułożonych w dwóch okółkach, są zrośnięte u podstawy, mają barwę od kremowej do bladożółtej i osiągają do 2,5 cm długości. Kwiaty mają liczne pręciki.
OwocePojedyncze lub zebrane po 2–3 w owoc zbiorowy. Mają kształt od cylindrycznego do jajowatego. Są lekko owłosione, mięsiste i pękające. Osiągają 3,5 cm długości.

## Biologia i ekologia
Rośnie w zaroślach i na terenach otwartych, na skalistym podłożu. Występuje na wysokości do 1600 m n.p.m. Kwitnie od października do listopada, natomiast owoce dojrzewają od grudnia do kwietnia. 

## Zastosowanie
Żółte drewno jest wykorzystywane lokalnie w ebenisterii. Z kolei przyjemnie pachnące jadalne owoce są często spożywane przez małpy.